# Renard II de Dampierre-en-Astenois
Renard II de Dampierre-en-Astenois, également nommé Reynald, Raynald, Rainard ou Renaud († en 1234), est comte de Dampierre en Astenois à la fin du XIIe siècle et au début du XIIIe siècle. Il est le fils de Renard Ier de Dampierre-en-Astenois, comte de Dampierre-en-Astenois, et d'Euphémine.

## Biographie

### Châtelain de Vitry
Par son mariage, Renard administre la châtellenie de Vitry au nom d'Hugues de Rethel, issu du premier mariage de son épouse avec Henri de Rethel.
En 1191, il fait un don aux Templiers de Vitry dans lequel il prend les titres de comte de Dampierre et Châtelain de Vitry.

### Départ pour la croisade
En 1200, année de la mort de sa femme, Renard prend la croix et jure de participer à la quatrième croisade. Plusieurs documents datant de 1200-2002 font allusion à ce vœu.
Avant son départ, il fait des dons à l'hôpital de Châlons et aux abbayes de Lachalade et de Monthiers-en-Argonne. Au début de l'année 1202, il approuve l'achat par cette dernière de toutes les terres de l'abbaye de Saint-Martin-des-Champs en échange de la moitié du revenu de cette dernière et que seulement après sa mort toutes les terres appartiendront à l'abbaye. Cet accord n'est jamais entré en vigueur, Monthiers-en-Argonne n'ayant pas acquis de terres à Saint-Martin.
Renard part pour la Terre-Sainte en 1202. La deuxième édition de la Feoda Campaniae contient une note à côté de son nom qui indique qu'il est à l'étranger (Qui est ultra mare). Il part avec une suite de 84 chevaliers quand il a rejoint l'armée de son suzerain, le comte Thibaut III de Champagne, mais ce dernier décède subitement en mai 1201 avant d'avoir pu partir en Terre-Sainte. Avant de mourir, il charge Renard de le suppléer à la tête du contingent champenois et lui laisse de l'argent pour remplir cette mission.

### Croisade et emprisonnement
Alors que la majorité des croisés se rendent à Venise, Renard et un petit groupe de croisés, dont Vilain de Nully, Henri d'Arzillières, Henri de Longchamp, Gilles de Trazegnies, se séparent de l'armée pour rejoindre les Pouilles afin d'embarquer pour Saint-Jean-d'Acre, nouvelle capitale du royaume de Jérusalem. Simon IV de Montfort et l’abbé Adam de Perseigne ont plus tard abandonné la croisade à Zara et sont partis en Italie pour rejoindre Renard et les autres qui partaient pour la Terre-Sainte, probablement à Brindisi.
Il y a des écrits contradictoires sur la raison pour laquelle Renard s'est séparé de l'armée principale. Alberic de Trois-Fontaines, écrivant quelques décennies plus tard, affirme que, sur son lit de mort, Thibaut III de Champagne avait demandé à Renard de remplir son vœu en se rendant en Terre-Sainte en tant que son remplaçant et en lui offrant une grande quantité d'argent pour ses dépenses. Renard jura alors de réaliser le vœu de Thibaut. Alberic indique que Renard n'a pas quitté l'armée avant le siège de Zara, puis qu'il s'est d'abord rendu à Rome, mais c'est probablement faux. Geoffroi de Villehardouin, chroniqueur de la quatrième croisade, indique dans son ouvrage De la Conquête de Constantinople que Renard a rompu son serment lorsqu'il a refusé de se présenter à Venise pour le rassemblement général de l'armée croisée. Villehardouin ajoute que Thibaut avait fait prêter serment à tous ses partisans de se rencontrer à Venise comme prévu, précisant que nombreux sont ceux qui ont mal tenu ce serment et qui sont donc à blâmer.
En Terre-Sainte, Renard, qui a avec lui 300 soldats ainsi que l'argent du comte Thibaut, tente d'abord de persuader le roi Amaury de Lusignan de rompre sa trêve avec Al-Adel, sultan d'Égypte ayyoubide, ce que le roi refuse. Renard entre ensuite au service du prince Bohémond IV d'Antioche, et le 16 mai 1203, avec une troupe d'environ 80 chevaliers, il tombe dans une embuscade près du village de Baarin, tendue par les forces d'El-Malik ed-Zahir Ghazi, émir d'Alep. Ils avaient ignoré le conseil des locaux de ne pas forcer le passage. Un seul croisé réussit à s'échapper, tandis que tous les autres sont tués ou, comme Renard, capturés. Il est ensuite emprisonné à Alep pendant trente ans jusqu'à ce qu'il soit finalement racheté par les Hospitaliers en 1231.

### Captivité et retour
Pendant le long emprisonnement de Renard, ses terres sont administrées par son fils aîné, Renard III puis, à la mort de ce dernier vers 1230, par son fils cadet Anseau Ier.
Renard II était revenu à Dampierre-en-Astenois au début de l'année 1233. En reconnaissance aux Hospitaliers, il leur donne une maison qu'il possède à Autrecourt (Hautecourt, maintenant Épense). Cette commanderie fut ensuite unie à celle de Saint-Amand. En juin, il donne une autre charte, notant qu'il venait d'être de retour de régions d'outre-mer (rediens a partibus transmarinis), qui a pour but de recueillir des fonds afin de rembourser la rançon des Hospitaliers.
Les fils de Renard avaient aliéné beaucoup de ses terres et l'abbaye de Monthiers-en-Argonne en avait usurpé d'autres. Renard réussi à récupérer certaines de ses propriétés et à recevoir une importante compensation pour les autres. Il a plaidé sa cause contre l'abbaye de Monthiers-en-Argonne devant le maréchal de Champagne, Geoffroy de Louppy, qui a ordonné aux moines de verser une indemnité. Il a également engagé une action en justice contre le monastère devant le tribunal de Philippe II, évêque de Châlons, réclamant 1500 livres de recettes perdues en trente ans. Après que les moines aient réprimé les dommages que Renard avait commis dans les bois de Tilloy, les deux parties se sont installées et sont convenues d'abandonner les poursuites. Renard a par la suite établi une charte détaillant ses revendications et les règlements conclus pour chacune d'elles :

Moi, Renard, seigneur de Dampierre, tiens à faire savoir à tous, présents et à venir, que lorsque je suis revenu d'outre-mer, j'ai été impliqué dans de nombreux litiges avec l'abbé et les moines de Monthiers-en-Argonne au sujet de biens que je prétendais qu'ils m'avaient pris pendant que j'étais détenu à l'étranger... Pour que ni moi ni mes héritiers ne troublons plus jamais les moines, et que ce règlement reste à perpétuité, moi et mes héritiers, mon cher et unique fils Anselm, avons accepté tout ce qui est contenu dans cette charte. J'ai corroboré cette charte par mon sceau. Fait l'an de grâce 1233.

En mars 1234, Renard fit un don à la léproserie de Saint-Jacques de Châlons alors qu'il est malade et sur le point de mourir (laborans in extremis). En avril 1234, il écrit une lettre au comte Thibaut IV expliquant qu'en raison de sa maladie, il ne peut pas se présenter en personne pour demander à Thibaut de ratifier un don que son fils décédé avait fait en son absence. Renard III accorde les dîmes et les foires du Vieil-Dampierre à l'abbaye de Châtrices.
En juillet, il était mort et Anseau Ier lui succéda.

## Mariage et enfants

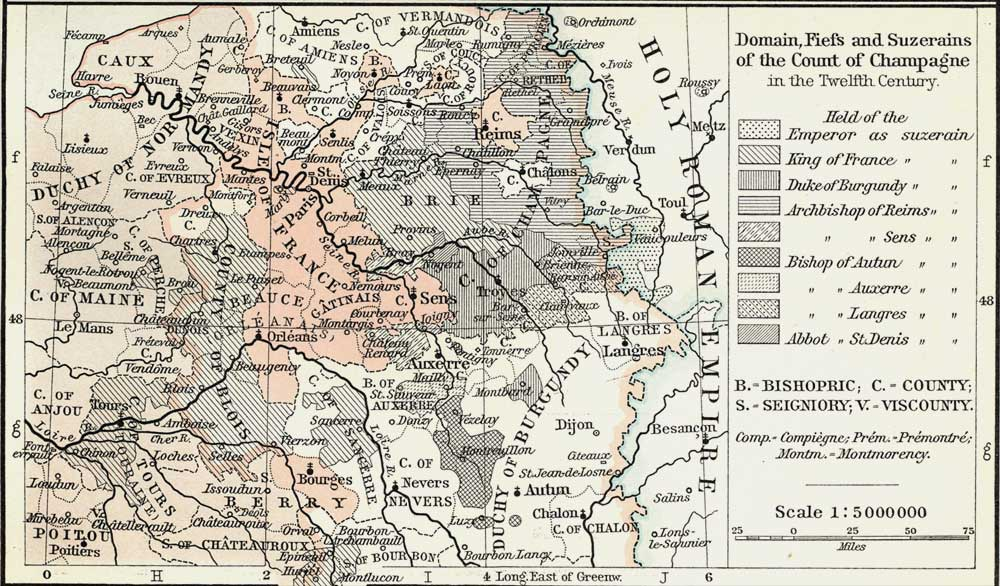
Le comté de Champagne au XII. Dampierre-le-Château est situé à mi-chemin entre Châlons et Verdun, à la frontière entre le royaume de France et le Saint-Empire romain germanique.

Il épouse Helvide, ou Héloïse, († en 1200), dont le nom de famille est inconnu, veuve d'Henri de Rethel, châtelain de vitry, dont il a plusieurs enfants :
- Renard, qui succède à son père.
- Anseau, qui succède à son frère.
- plusieurs filles citées mais non nommées dans une charte de 1233.

## Source
- Marie Henry d'Arbois de Jubainville, Histoire des Ducs et Comtes de Champagne, 1865.
- Anatole de Barthélemy, Chartes de départ et de retour des comtes de Dampierre-en-Astenois : IVe et Ve croisades, 1884.
- Anatole de Barthélemy, Le comté d'Astenois et les comtes de Dampierre-le-Château, 1888.
- L'abbé Arthur Prévost, Les champenois aux Croisades, 1922.